# Gewährleistungsbürgschaft
Gewährleistungsbürgschaft (auch genannt Mängelbürgschaft) und Gewährleistungsgarantie (ohne dieselbe Differenzierung englisch warranty bond, französisch garantie de défaut) sind bestimmte Fälle der Kreditsicherung. Dabei übernimmt der ausstellende Bürge oder Garant die Haftung für Gewährleistungspflichten des Verkäufers oder Herstellers aus Sach- oder Rechtsmängeln der Kaufsache innerhalb der Gewährleistungsfrist aus einem Vertrag, beispielsweise aus einem Kaufvertrag oder Werkvertrag.

## Allgemeines
Bei einem Kaufvertrag beispielsweise hat der Verkäufer die Kaufsache frei von Sach- (§ 434 BGB) und Rechtsmängeln (§ 435 BGB) zu liefern. Tauchen keine Mängel auf, ist der Verkäufer von seiner Gewährleistungspflicht befreit. Ein Gewährleistungsrisiko besteht für den Käufer dann nicht. Treten jedoch während der Gewährleistungsfrist Mängel auf, so besteht das Gewährleistungsrisiko aus der Gefahr, dass der Verkäufer seiner Gewährleistungspflicht – warum auch immer – teilweise oder gar nicht (etwa wegen seiner Insolvenz) nachkommen kann. Werkverträge wie etwa ein Bauvertrag unterliegen ebenfalls der Sachmängelhaftung des Herstellers/Verkäufers. Dieser ist verpflichtet, das Bauwerk bei Abnahme frei von Sachmängeln zu übergeben. Bei einem Baumangel kann es jedoch vorkommen, dass der Hersteller den Mangel nicht beseitigen will oder bei Mängelrüge bereits insolvent geworden ist und ihn deshalb nicht mehr beseitigen kann.
Dieses Gewährleistungsrisiko lässt sich durch Dritte (etwa Kreditinstitute, Versicherer) in Form der Gewährleistungsbürgschaft/-garantie absichern. Die Bonität der Kreditinstitute/Versicherer soll dem Käufer die Möglichkeit geben, auf sie zurückzugreifen, falls der Verkäufer seine Gewährleistungspflichten nicht erfüllen kann.

## Rechtsfragen
Die Gewährleistungsbürgschaft/Gewährleistungsgarantie soll die Ansprüche des Käufers aus § 437 BGB (Nacherfüllung aus § 439 BGB, § 634 Nr. 1 BGB und § 635 BGB, Rücktritt gemäß §§ 440 BGB, § 323 BGB und § 326 Abs. 5 BGB, Minderung nach § 441 BGB, Schadensersatz gemäß §§ 440 BGB, § 280 BGB, § 281 BGB, § 283 BGB und § 311a BGB oder Aufwendungsersatz gemäß § 284 BGB, § 634 Nr. 2 BGB oder § 637 BGB) absichern. Gewährleistungspflichten treffen vor allem den Auftragnehmer bei Werkverträgen (§ 634 BGB), und zwar Nacherfüllung (§ 635 BGB), Abhilfe (§ 637 BGB), Rücktritt (§ 636 BGB), Minderung (§ 638 BGB) oder Schadensersatz.
Bei Bauverträgen mit öffentlichen Auftraggebern in Deutschland werden die Regelungen des BGB-Werkvertragsrechts durch die Allgemeine Vertragsbedingungen für die Ausführung von Bauleistungen (VOB/B) ergänzt und teilweise modifiziert. Diese dient insbesondere dazu, das Fehlen von spezifischen Regelungen für das Bauvertragsrecht im deutschen Zivilrecht auszugleichen und wird bei Gewährleistungsbürgschaften (heißen hier „Sicherstellung der Mängelansprüche“) häufig zugrunde gelegt. Danach regelt § 13 Nr. 1 VOB/B in Übereinstimmung mit § 633 Abs. 1 und 2 BGB, wann die Leistung des Auftragnehmers frei von Baumängeln ist. Ergänzend wird hier bestimmt, dass die Leistung den anerkannten Regeln der Technik entsprechen und dass die Mangelfreiheit im Zeitpunkt der Abnahme gegeben sein muss.
Die Gewährleistungsbürgschaft/-garantie ist eine Unterform der Bürgschaft bzw. der Garantie. Die Bürgschaft ist in § 765 ff. BGB geregelt, was auf die Gewährleistungsbürgschaft anzuwenden ist. Die Garantie ersetzt die Bürgschaft im internationalen Kreditverkehr, ist jedoch im BGB nicht geregelt. Die BGB-Bestimmungen über die Bürgschaft können bei der Garantie nicht analog angewandt werden; es gilt vielmehr analog das Schuldrecht. Die Gewährleistungsbürgschaft/-garantie ist als Erfüllungsbürgschaft/Erfüllungsgarantie einzuordnen. Beruht der Bauvertrag auf den VOB/B, so werden lediglich die Rechte des Auftraggebers aus § 13 VOB/B gesichert, nicht jedoch solche aus § 4 Nr. 7 VOB/B. Hierunter werden die schon während der Bauausführung als mangelhaft oder vertragswidrig erkannten Mängel behandelt, die der Auftragnehmer vor der Abnahme zu beseitigen hat. Bei einem lediglich auf BGB beruhendem Werkvertrag sichert die Gewährleistungsbürgschaft/-garantie hingegen auch Mängelansprüche für Mängel, die in zulässiger Weise vor Abnahme gerügt worden sind. Unwirksam ist eine Klausel, wonach ein Sicherheitseinbehalt von 5 % der Schlussabrechnungssumme nur gegen Stellung einer Bürgschaft auf erste Anforderung abgelöst werden kann. Wirksam dagegen ist eine Klausel, nach der der Sicherheitseinbehalt durch eine selbstschuldnerische unbefristete Bürgschaft abgelöst werden kann. Auch der formularmäßig in einem VOB-Vertrag vereinbarte Einredeverzicht des Bürgen ist unwirksam. Die Möglichkeit einer Gewährleistungsbürgschaft ist in § 17 Nr. 2 VOB/B vorgesehen, hiernach muss in der Bürgschaft auf die Einrede der Vorausklage verzichtet werden, die Bürgschaft muss unbefristet sein und darf nicht „auf erstes Anfordern“ ausgestellt sein.
Kreditinstitute stellen Gewährleistungsbürgschaften/-garantien im Rahmen des Avalkredits aus, Versicherungen im Rahmen der Kautionsversicherung. Der Avalkredit ist Bankgeschäft im Sinne des § 1 Abs. 1 Nr. 8 KWG, die Kautionsversicherung ist eine Versicherung für fremde Rechnung gemäß § 43 VVG. Nach der Legaldefinition des § 43 Abs. 1 VVG kann der Versicherungsnehmer einen Versicherungsvertrag im eigenen Namen für einen anderen schließen. Der „andere“ ist der Begünstigte aus der Bürgschaft/Garantie, dem die Rechte aus dem Versicherungsvertrag zustehen (§ 44 Abs. 1 VVG), aber durch das Rechtsverhältnis aus der Garantie/Bürgschaft überlagert werden.
Die Höhe der Gewährleistungsbürgschaft richtet sich nach dem Sicherheitseinbehalt, der meist 5 % der Auftragssumme beträgt. Ein solcher Einbehalt darf nur vereinbart werden, wenn dem Hersteller die Möglichkeit eingeräumt wird, den Einbehalt durch Stellung einer Gewährleistungsbürgschaft abzulösen.

## Wirtschaftlicher Zweck
Es gibt zwei Möglichkeiten für den Auftraggeber, sich gegen das Kostenrisiko – das vom Auftragnehmer zu tragen ist – auftretender Sachmängel abzusichern. Entweder wird ein Bareinbehalt (meistens als Abzug in Höhe von 5 % der Rechnungssumme) vereinbart oder es wird eine Gewährleistungsbürgschaft/-garantie durch ein Kreditinstitut oder eine Versicherung als Bürge/Garant gestellt, die im Falle der Insolvenz des Auftragnehmers zahlen müssen. Im letzteren Fall hat der Auftraggeber ein Interesse daran, dass seine Ansprüche auf Gewährleistung für den Fall der Insolvenz des Auftragnehmers von einem Dritten durch Eventualhaftung getragen werden. Als Bürge oder Garant kann theoretisch jeder in Frage kommen, doch bestimmten die Allgemeinen Geschäftsbedingungen der Auftraggeber regelmäßig, dass Kreditinstitute im Rahmen eines Avalkredits oder Versicherungen im Rahmen der Kautionsversicherung als Haftende einstehen müssen.

## Laufzeit
Gewährleistungsbürgschaften können zwar unbefristet ausgestellt werden, doch richtet sich ihre tatsächliche Laufzeit wegen ihrer Akzessorietät grundsätzlich nach der Verjährungsfrist für auftretende Sachmängel. Die Frist beginnt nach Übernahme/Abnahme der Leistung (§ 13 VOB/B). Ist für Mängelansprüche keine Verjährungsfrist im Vertrag vereinbart, so beträgt sie für Bauwerke 4 Jahre, für andere Werke, deren Erfolg in der Herstellung, Wartung oder Veränderung einer Sache besteht, und für die vom Feuer berührten Teile von Feuerungsanlagen 2 Jahre (§ 13 Nr. 4 Abs. 1 Satz 1 VOB/B). Diese Fristen weichen von § 634a BGB ab, allerdings ist die Verjährungsfrist bei Bauwerken gegenüber dem BGB (dort 5 Jahre) nicht mehr so stark verkürzt wie in früheren Fassungen der VOB/B (2 Jahre).
Während dieser Verjährungsfrist muss ein Mangel entdeckt und dem Auftragnehmer schriftlich angezeigt werden. Dann ist nach § 13 Nr. 5 Abs. 1 Satz 1 VOB/B der Auftragnehmer verpflichtet, alle während der Verjährungsfrist hervortretenden Mängel, die auf vertragswidrige Leistung zurückzuführen sind, auf seine Kosten zu beseitigen. Die rechtzeitige schriftliche Rüge verhindert den Eintritt der Verjährung und setzt eine neue Verjährungsfrist von 2 Jahren in Gang (§ 13 Nr. 5 Abs. 1 Satz 2 und 3 VOB/B).

## Rechtsfolgen
Der Garantiefall/Bürgschaftsfall tritt bei Gewährleistungsbürgschaft/Gewährleistungsgarantie ein, wenn der Verkäufer/Hersteller/Auftragnehmer aus dem garantierten/verbürgten Vertrag die von ihm geschuldete Gewährleistungspflicht nicht oder nicht vollständig erfüllt. Der Bürge/Garant muss dann dafür einstehen, dass die finanziellen Mittel für die Deckung der Nachbesserungspflicht vorhanden sind. Diese Situation kann sich erst ergeben, wenn sich Mängel gezeigt haben, der Auftragnehmer seiner Nachbesserungspflicht nicht nachgekommen ist und der Auftraggeber einen Anspruch auf Zahlung der Mängelbeseitigungskosten hat. Der Auftraggeber darf den Bürgschaftsbetrag stets nur anfordern, wenn die gesicherte Hauptverbindlichkeit besteht und der von den Vertragsparteien vereinbarte oder vorausgesetzte Sicherungsfall eingetreten ist. Dann muss der Auftraggeber lediglich das behaupten, was Zahlungsbedingung der Bürgschaft war (sog. formeller Bürgschaftsfall). Ferner muss der Auftraggeber – außer bei einer „Bürgschaft/Garantie auf erstes Anfordern“ – die Schlüssigkeit der Hauptforderung beweisen (sog. materieller Bürgschaftsfall). Dabei hat er nachzuweisen, dass die durch Bürgschaft gesicherte Gewährleistungsforderung fällig ist. Liegen die Voraussetzungen vor, darf der Auftraggeber das Kreditinstitut oder die Versicherung aus der gegebenen Gewährleistungsbürgschaft/-Garantie auf Geldzahlung in Anspruch nehmen. Dann ist das Kreditinstitut oder die Versicherung aus der Bürgschaft/Garantie verpflichtet, Zahlung zu leisten. Durch die Zahlung geht bei der Bürgschaft gemäß § 774 Abs. 1 BGB die Forderung des Käufers/Auftraggebers gegen den Schuldner auf den Bürgen kraft Gesetzes über (Legalzession), bei der Garantie wird ein Aufwendungsersatzanspruch  aus § 670 BGB zugrunde gelegt.

## International
Besonders im internationalen Kreditverkehr kommt eine Vielzahl von Garantien/Bürgschaften vor, die der Sicherung gegenseitiger Verpflichtungen aus einem Vertrag dienen. Im internationalen Kreditverkehr ist die Gewährleistungsbürgschaft zwar teilweise bekannt, doch wird meist die Gewährleistungsgarantie vorgezogen. Sie knüpft an die gesetzlich vorgesehenen Gewährleistungspflichten an.
In Österreich sind die Rechte aus der Gewährleistung in § 932 ABGB geregelt, wonach der Übernehmer wegen eines Mangels die Verbesserung (Nachbesserung oder Nachtrag des Fehlenden), den Austausch der Sache, eine angemessene Minderung des Entgelts (Preisminderung) oder die Aufhebung des Vertrags (Wandelung) fordern kann. Gemäß § 933a ABGB kann der Übernehmer auch Schadensersatz fordern.
Die Schweiz sieht in Art. 197 OR vor, dass der Verkäufer dem Käufer sowohl für die zugesicherten Eigenschaften als auch dafür haftet, dass die Sache nicht körperliche oder rechtliche Mängel habe, die ihren Wert oder ihre Tauglichkeit zu dem vorausgesetzten Gebrauch aufheben oder erheblich mindern. Er haftet auch dann, wenn er die Mängel nicht gekannt hat. Sondervorschriften gibt es beim Viehhandel (Art. 198 OR, Art. 202 OR). Der Käufer hat gemäß Art. 205 OR die Wahl, mit der Wandelungsklage den Kauf rückgängig zu machen oder mit der Minderungsklage Ersatz des Minderwertes der Sache zu fordern.
In Frankreich ergibt sich die Gewährleistungspflicht aus Art. 1641 CC: „Der Schuldner ist zur Gewährleistung für verborgene Mängel der Kaufsache verpflichtet, die diese zum bestimmungsgemäßen Gebrauch untauglich machen oder die Gebrauchstauglichkeit dermaßen vermindern, dass der Käufer sie nicht, oder nur zu einem minderen Preis, gekauft hätte, wenn er die Mängel gekannt hätte“.